# Mamoutou Coulibaly
Mamoutou Coulibaly (ur. 23 lutego 1984 w Bamako) – piłkarz malijski, obrońca.
Piłkarską karierę rozpoczął w klubie Centre Salif Keita. Od sezonu 2003/04 występował na pozycji obrońcy we francuskim AJ Auxerre. W 2006 roku odszedł do FC Istres, a latem 2007 został piłkarzem tureckiego Kasımpaşy SK. Następnie grał w FC Brussels i Czerno More Warna. W 2011 przeszedł do Irtyszu Pawłodar.
W czerwcu 2011 roku zawodnik gościł w Polsce przy okazji meczu w ramach eliminacji Ligi Europejskiej pomiędzy Jagiellonią Białystok a kazachskim Irtyszem Pawłodar.